# Maghara
Maghara (tiếng Ả Rập: المغارة) là một ngôi làng Syria nằm ở Ihsim Nahiyah ở huyện Ariha, Idlib. Theo Cục Thống kê Trung ương Syria (CBS), Maghara có dân số 1122 trong cuộc điều tra dân số năm 2004.